# Psamathe (Mond)
Psamathe (auch Neptun X) ist der drittäußerste Mond des Planeten Neptun. Er zählt zu Neptuns äußeren retrograden irregulären Monden.

## Entdeckung und Benennung
Psamathe wurde am 29. August 2003 durch ein Team bestehend aus Scott S. Sheppard, David C. Jewitt, Jan Kleyna und John J. Kavelaars auf Aufnahmen vom 4. Juli bis zum 30. August 2003 sowie vom 11. August 2001 und vom 14. bis zum 16. August 2002 entdeckt. 
Die Aufnahmen wurden durch das 8,2-Meter-Subaru-Teleskop am Mauna-Kea-Observatorium auf Hawaii angefertigt. Mehrere Aufnahmen wurden digital kombiniert, bis der Mond im Gegensatz zu den strichförmigen Sternen punktförmig erschien.
Fast zeitgleich entdeckte das Team um Matthew J. Holman am 4-Meter-Blanco-Teleskop am Cerro Tololo Inter-American Observatory in Chile den Mond. Die Entdeckung wurde am 3. September 2003 bekannt gegeben; der Mond erhielt zunächst die vorläufige Bezeichnung S/2003 N 1. Er war bis 2013 der letzte entdeckte Neptunmond.
Am 3. Februar 2007 wurde der Mond dann nach Psamathe (griechisch für „Sand“), einer der etwa 50 Nereiden, Meeresnymphen aus der griechischen Mythologie, benannt. Sie sind die schönen Töchter des weisen Greises Nereus, dem Prophetie und ständige Verwandlung nachgesagt wurden, und seiner Gemahlin, der Okeanide Doris. Psamathe war die Gemahlin von Proteus.

## Bahneigenschaften

Einordnung in die irregulären Monde

Psamathe umkreist Neptun auf einer retrograden, sehr elliptischen Bahn zwischen 25.700.000 und 67.700.000 km Abstand zu dessen Zentrum (Große Bahnhalbachse 46.695.000 km). Die Bahnexzentrizität beträgt 0,450, die Bahn ist 132,60° gegenüber dem Äquator des Neptuns geneigt. Psamathes Distanz zum Neptun entspricht beinahe der Entfernung des Planeten Merkur zur Sonne.
Da die beiden äußersten retrograden Monde Psamathe und Neso aufgrund der ähnlichen Inklinationen und der großen Halbachsen eine Gruppe bilden, wird diese nach dem erstentdeckten Mond Neso-Gruppe genannt. Sie entstand wahrscheinlich aus einem einzigen Asteroiden, der von Neptun eingefangen wurde und zerbrach. Die Umlaufbahnen dieser beiden Monde sind nahe am äußersten theoretischen stabilen Abstand zu Neptun für Körper mit retrograder Umlaufbahn.
Die gravitative Einflusszone eines Planeten wird definiert durch seine Hill-Sphäre, die bei Neptun etwa 116.000.000 km beträgt; dies ist die größte aller Körper im Sonnensystem. Man nimmt an, dass Satellitenbahnen bis in 67 % (entsprechend 76.300.000 km) dieses Bereiches stabil sind.
Psamathe umläuft Neptun in rund 9116 Tagen beziehungsweise rund 25 Erdjahren, benötigt dafür also beinahe so lange wie Saturn für seinen Umlauf um die Sonne.

## Physikalische Eigenschaften
Psamathe hat einen Durchmesser von geschätzten 40 km, beruhend auf dem für sie angenommenen Rückstrahlvermögen von 4 %. Die Oberfläche ist damit relativ dunkel. Ihre Dichte wird auf 1,5 g/cm3 geschätzt. Damit dürfte der Mond zum überwiegenden Teil aus Wassereis zusammengesetzt sein.

## Erforschung
Aufgrund der großen Distanz zu Neptun und der schwachen Helligkeit von 25,5 mag, wurde Psamathe beim Vorbeiflug von Voyager 2 1989 nicht gefunden. Seit der Entdeckung 2003 konnte Psamathe nur durch erdgebundene Teleskope beobachtet werden und dabei ihre Bahnelemente und ihre Helligkeit bestimmt werden.